# 七股山
七股山，位於台灣台北市士林區菁山里，標高890公尺。該山的西側為北磺溪支流馬槽溪源流區，西南側及南側為內雙溪支流冷水坑溪的源流區，東南側為北磺溪另一支流大油坑溪的源流區。
七股山位於七星山東側，為一錐狀火山，由其岩性與地貌研判，可能是七星山的寄生火山。山頂有火山口，直徑約120公尺，深約20公尺。
該山在台灣清治時期中葉以後，有來自漳州的七戶人家移民至此開墾茶園，因而得名。該山曾因人工採礦及自然崩落，形成癩痢頭狀的山頭，故俗稱麻瘋山。